# Anemia (botanica)
Anemia Sw. è un genere di piante dell'ordine Schizaeales, unico genere della famiglia Anemiaceae Link. Le specie di questo genere sono diffuse in America centrale e meridionale, in Africa e nel subcontinente indiano.

## Descrizione
Le felci del genere Anemia sono piante terrestri o epilitiche. Possiedono fusti compatti striscianti, orizzontali, ricoperti di peli da arancioni a bruno-rossastri. Le foglie erette sono parzialmente o completamente dimorfiche. Gli sporangi si sviluppano in due file sui segmenti finali delle pinnule fertili.

## Tassonomia
Il genere comprende le seguenti specie:
- Anemia abbottii Maxon
- Anemia adiantifolia (L.) Sw.
- Anemia affinis Baker
- Anemia ahenobarba Christ
- Anemia alternifolia Mickel
- Anemia andersonii Mickel & Labiak
- Anemia angolensis Alston
- Anemia antrorsa Mickel
- Anemia areniticola J.B.S.Pereira, M.G.Nunes & Labiak
- Anemia aspera (Fée) Baker
- Anemia aurita Sw.
- Anemia australis (Mickel) M.Kessler & A.R.Sm.
- Anemia barbatula Christ
- Anemia bartlettii Mickel
- Anemia blechnoides Sm.
- Anemia brandegeei Davenp.
- Anemia brunnea J.Prado & R.Y.Hirai
- Anemia buniifolia (Gardner) T.Moore
- Anemia caffrorum (L.) Christenh.
- Anemia cicutaria Kuntze
- Anemia colimensis Mickel
- Anemia collina Raddi
- Anemia coriacea Griseb.
- Anemia costata Sehnem
- Anemia cuneata Kunze
- Anemia dardanoi Brade
- Anemia delphinopolica Doweld
- Anemia dentata Gardner
- Anemia denticulata Mickel
- Anemia diversifolia Schrad.
- Anemia donnell-smithii Maxon
- Anemia dregeana Kunze
- Anemia elaphoglossoides Mickel
- Anemia elegans (Gardner) C.Presl
- Anemia eriodes Mickel
- Anemia eximia Taub.
- Anemia familiaris Mickel
- Anemia ferruginea Kunth
- Anemia flexuosa (Savigny) Sw.
- Anemia gardneri Hook.
- Anemia glareosa Gardner
- Anemia gomesii Christ
- Anemia gracilis Schrad.
- Anemia guatemalensis Maxon
- Anemia herzogii Rosenst.
- Anemia hirsuta (L.) Sw.
- Anemia hirta (L.) Sw.
- Anemia hispida Kunze
- Anemia humilis (Cav.) Sw.
- Anemia imbricata J.W.Sturm
- Anemia intermedia Copel. ex M.E.Jones
- Anemia irwinii Mickel
- Anemia jaliscana Maxon
- Anemia karwinskyana (C.Presl) Prantl
- Anemia labiakii Mickel
- Anemia lanata Mickel
- Anemia lancea Christ
- Anemia lanipes C.Chr.
- Anemia lanuginosa Bongard
- Anemia lepigera (Baker) Christenh.
- Anemia lindsaeoides Mickel
- Anemia luetzelburgii Rosenst.
- Anemia madagascariensis C.Chr.
- Anemia mandiocana Raddi
- Anemia marginalis (Sav.) Christenh.
- Anemia marginata Mickel
- Anemia mexicana Klotzsch
- Anemia mickelii L.S.Rabelo & Schwartsb.
- Anemia millefolia Gardner
- Anemia mirabilis Brade
- Anemia mohriana Christenh.
- Anemia multiplex Mickel
- Anemia munchii Christ
- Anemia mynsseniana Mickel
- Anemia myriophylla Christ
- Anemia nervosa Pohl ex J.W.Sturm
- Anemia nicaraguensis Mickel
- Anemia nigerica Alston
- Anemia nudiuscula (J.P.Roux) Christenh.
- Anemia oblanceolata Mickel
- Anemia oblongifolia (Cav.) Sw.
- Anemia obovata Maxon
- Anemia organensis Rosenst.
- Anemia palmarum Lindm.
- Anemia paripinnata Labiak & Mickel
- Anemia patens Mickel & Labiak
- Anemia perrieriana C.Chr.
- Anemia phyllitidis (L.) Sw.
- Anemia pinnata Sehnem
- Anemia porrecta Mickel
- Anemia portoricensis Maxon
- Anemia presliana Prantl
- Anemia pubescens Mickel & Labiak
- Anemia pumilio Mickel
- Anemia pyrenaea Taub.
- Anemia raddiana Link
- Anemia rauhiana Mickel
- Anemia repens Raddi
- Anemia retroflexa Brade
- Anemia rosulata Mickel
- Anemia rotundifolia Schrad.
- Anemia rutifolia Mart.
- Anemia salvadorensis Mickel & Seiler
- Anemia saxatilis (J.P.Roux) Christenh.
- Anemia schimperiana C.Presl
- Anemia sertaneja Mickel & Labiak
- Anemia sessilis (Jeanp.) C.Chr.
- Anemia simii Tardieu
- Anemia simplicior (Christ) Mickel
- Anemia smithii Brade
- Anemia speciosa C.Presl
- Anemia spicantoides Mabb.
- Anemia tabascana Carv.-Hern., E.E.Cord. & T.Krömer
- Anemia tenella (Cav.) Sw.
- Anemia tenera Pohl
- Anemia tomentosa (Savigny) Sw.
- Anemia trichorhiza Gardner
- Anemia ulei Christ
- Anemia underwoodiana Maxon
- Anemia vestita (Baker) Christenh.
- Anemia villosa Willd.
- Anemia warmingii Prantl
- Anemia wettsteinii Christ
- Anemia wightiana Gardner
- Anemia wrightii Baker